# No me voy a morir
«No me voy a morir» es una canción y el segundo sencillo de la banda de pop electrónica mexicana Belanova desprendido de su cuarto álbum de estudio Sueño Electro I.

## Información general
La canción fue anunciada como sencillo, el 8 de diciembre de 2010, cuando Universal México, la subió a su perfil de Youtube. Debutó en la radio ese mismo mes y lanzado en formato digital el 11 de enero de 2011. Esta canción marca el inicio en que el grupo usa Orquesta en su trabajo.

## Video
El video fue subido el 11 de enero por el canal de VEVO de Belanova. El cual muestra colores al estilo de la banda, paisajes, cambios de look sorprendentes, y la actuación de Denisse con movimientos llamativos. Según fanes es el mejor video hasta ahora de la banda mexicana.
El video fue dirigido por Simon Brand en el parque nacional El Chico de Hidalgo, México.
"No Me Voy A Morir"(Video) es la precuela de "Nada de Mas".
Temática: Observamos a la banda aparecer mágicamente entre los árboles y arbustos, ellos empiezan la búsqueda de ciertos elementos escondidos en reliquias, estos mismos son llevados a un lago en el cual vemos como se dispara un rayo láser, que a origen a una sustancia púrpura, la cual la llevan hasta una cueva, en la cual se encuentra el quirófano espacial que dará comienzo a "Nada de Mas".(Las Escenas anteriores transcurren de Día)
Hay otras escenas en las que vemos a la banda tocar en medio de magníficos paisajes, aquí el vestuario es espectacular, vemos a Denisse con un vestido metálico de color naranja y hombreras gigantes en forma de círculo, a Richie y Edgar portan muchos accesorios e instrumentos muy llamativos.(Las Escenas anteriores transcurren de Atardecer-Noche).